# Me equivoqué (canción de CD9)
«Me equivoqué» es una canción grabada por la boyband mexicana CD9. La canción fue escrita por Alonso Villalpando y producida por Salomón Simón, productor colombiano de vídeo musicales. Se trata del segundo sencillo de su álbum debut homonimo. La canción ocupó el lugar número 2 en las listas del México Español Airplay del Billboard.

## Video musical
El video musical fue en la plataforma digital YouTube el videoclip cuenta con más de 30 millones de reproducciones.

## Listas

### Semanales
| País   | Lista                             | Mejor posición | Ref.  |
| ------ | --------------------------------- | -------------- | ----- |
| México | México Español Airplay(Billboard) | 2              | [ 3 ] |